# Филд, Рой
Рой Филд (англ. Roy Field) (19 августа 1932 – 23 мая 2002) — британский художник по спецэффектам в киноиндустрии.

## Карьера
Рой Филд начал свою карьеру с фильма 1955 года «Эксперимент Куотермасса» в качестве руководителя по спецэффектам.
В качестве художника по визуальным эффектам он работал над семью фильмами о Джеймсе Бонде подряд для Eon Productions, начиная с первого «Доктор Ноу» (1962) и продолжая «Из России с любовью» (1963), «Голдфингер» (1964), «Шаровая молния» (1965), «Живёшь только дважды» (1967), «На секретной службе Её Величества» (1969) и «Бриллианты навсегда» (1971). Позже он вернулся для участия в восьмом фильме (он пропустил «Живи и дай умереть» 1973 года): «Человек с золотым пистолетом» (1974).
Филд также работал над фильмами «Воздушные приключения» (1965), «Пиф-паф ой-ой-ой» (1968) и «Омен» (1976).
Рой Филд был частью команды по спецэффектам для фильма «Супермен» (1978). В команду под руководством Леса Боуи и Дерека Меддингса входили Колин Чилверс, Денис Куп и Зоран Перишич.
Филд также работал с режиссёром Джимом Хенсоном над кукольными фильмами «Тёмный кристалл» (1982) и «Лабиринт» (1986), оба из которых были номинированы на премию BAFTA за визуальные эффекты.
Последней работой Филда стал эпизод «Бунт» (2002) из телесериала «Хорнблоуэр». Он умер 23 мая 2002 года.

## Награды и номинации
- 1979 — Премия «Оскар» в категории «Лучшие визуальные эффекты» («Супермен»)[5][6]
- 1979 — Премия «BAFTA» в категории «Лучший британский вклад в кино» («Супермен»)[7][8]